# ليزاندرا لوسون
ليزاندرا لوسون مواليد 29 سبتمبر 1986، هي لاعبة كرة يد كوبية تلعب كظهير أيسر. مثلت منتخب كوبا لكرة اليد للسيدات.

## سجل المنافسة
شاركت في البطولات التالية:
- بطولة العالم لكرة اليد للسيدات 2011
- بطولة العالم لكرة اليد للسيدات 2015

## روابط خارجية
- ليزاندرا لوسون على موقع الاتحاد الأوروبي لكرة اليد (الإنجليزية)